# Funaria convexa
Funaria convexa là một loài Rêu trong họ Funariaceae. Loài này được Spruce mô tả khoa học đầu tiên năm 1847.